# Lillafüred
 (août 2017).
Si vous disposez d'ouvrages ou d'articles de référence ou si vous connaissez des sites web de qualité traitant du thème abordé ici, merci de compléter l'article en donnant les références utiles à sa vérifiabilité et en les liant à la section « Notes et références ».
Lillafüred est un lieu-dit de l'ancienne localité de Hámor, intégrée à la ville de Miskolc en 1950. Lieu prisé des touristes, il se situe dans le massif du Bükk dans les Carpates orientales en Hongrie. 

## Histoire
Le comte András Bethlen, alors ministre de l'agriculture, fut responsable de la création des lieux dans les années 1890, à proximité du lac de Hámor. Nommé en l'honneur de sa nièce Élisabeth (en hongrois : Erzsébet ) Vay, surnommée « Lilla », cette localité possède un hôtel construit par István Bethlen.

## Attractions touristiques

### Hôtel du Palais
Conçu par Kálmán Lux dans un style néo-Renaissance et construit entre 1927 et 1930, l'Hôtel du Palais comporte plusieurs restaurants dont un qui porte le nom du roi Matthias, ainsi qu'un parc composé de plantes rares.

### Jardins suspendus
Les jardins suspendus se situent en aval de l'hôtel, entre les rivières Szinva et Garadna. On y trouve la plus haute cascade de Hongrie, avec une hauteur de 20 mètres, bien qu'elle soit artificielle. Ses cavités ont participé à la formation de la grotte Anna.

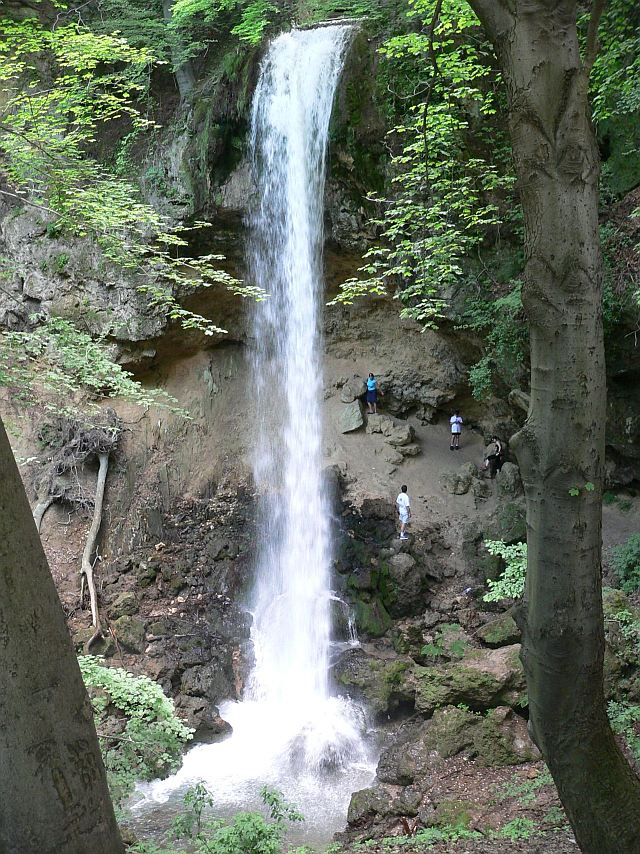
Cascade de Lillafüred

### Lac de Hámor
Ce lac artificiel d'une longueur de 1,5 kilomètre est le résultat de la construction des barrages sur les rivières Szinva et Garadna, afin d'alimenter en eau les fourneaux servant à la fabrication de l'acier. En été, le lac est parcouru par les pédalos et autres bateaux de location.

### Maison d'Ottó Herman
Musée consacré à l'ornithologiste éponyme.

### Train forestier de Lillafüred
Le train forestier de Lillafüred (en hongrois : Lillafüredi Állami Erdei Vasút ) relie le village Garadna depuis le centre-ville de Miskolc et dessert Lillafüred.

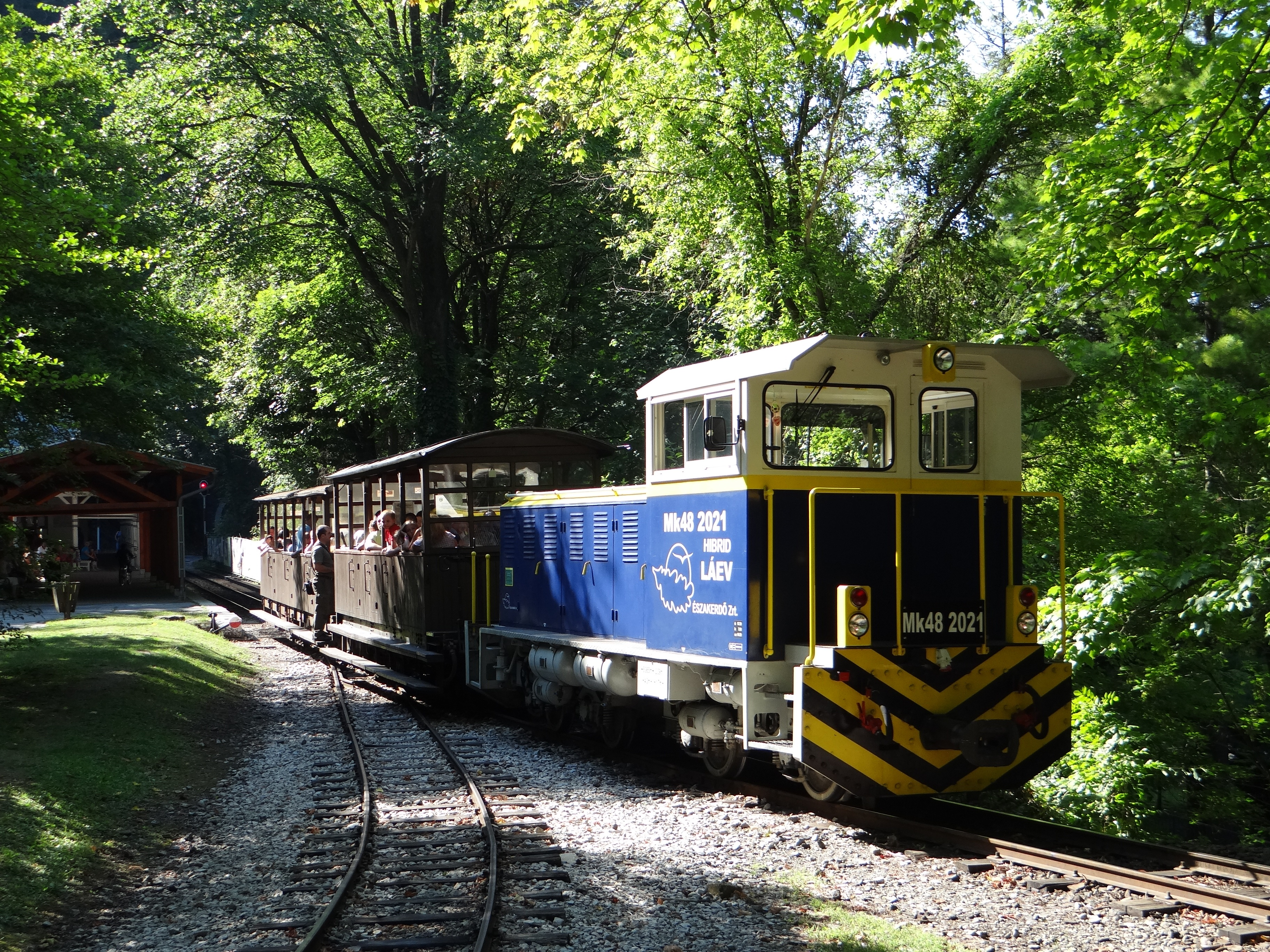
Train forestier d'État de Lillafüred